# 卡尔·克罗伊茨贝格
卡尔·克罗伊茨贝格（德語：Karl Kreutzberg，1912年2月15日—1977年8月13日），德国男子手球运动员，场上位置是守门员。他曾代表德国参加1936年夏季奥林匹克运动会手球比赛，获得一枚金牌。